# Eytan Fox
Pour les articles homonymes, voir Fox.
Eytan Fox (en hébreu: איתן פוקס) (né le 21 août 1964 à New York) est un réalisateur de cinéma israélien. 

## Biographie
Ses parents se sont installés en Israël en 1966 et il a grandi à Jérusalem. Après des études à l'école de cinéma de l'université de Tel Aviv, il réalise son premier film Time Off en 1990 qui a remporté de nombreux prix. Le thème de l'homosexualité au sein de l'armée israélienne qu'il développe dans ce moyen métrage, fut repris dans son film Yossi et Jagger. Ouvertement gay, ses films traitent tour à tour de la question de l'orientation sexuelle ou bien offrent une vision très moderne d'Israël où la culture homosexuelle a sa place ; il dira à ce propos : « Étonnamment Tel-Aviv est devenue une terre d'accueil pour les homosexuels du monde entier. Cela n'a pas toujours été le cas. Nous pensons que c'est une réaction aux années d'oppression qui ont frappé cette minorité. Cette révolution a été rapide. Très vite sur nos écrans on a pu voir en prime time des séries télé avec des personnages homosexuels — ma série florentine était l'une de celles-là —, des émissions avec des hommes politiques et des personnalités ouvertement homosexuels. »
Il partage sa vie avec Gal Uchovsky, scénariste et/ou réalisateur sur la plupart de ses films.

## Filmographie

### Cinéma
En tant que réalisateur et, en même temps dans certains films, scénariste ou coscénariste :
- 1990 : After
- 1994 : Shirat ha'sirena (Le Chant de la sirène)
- 1997 : Gotta Have Heart
- 2002 : Yossi et Jagger
- 2004 : Tu marcheras sur l'eau (Walk on Water)
- 2006 : The Bubble[1]
- 2012 : Yossi[2]
- 2013 : Cupcakes
- 2020 : Sublet

### Télévision
- 1997 : Florentin (série TV)
- 2009 : Mary Lou (Tamid oto halom), mini-série musicale réalisée pour la chaîne câblée israélienne HOT (4 épisodes)
- 2014 : Good Family (scénariste)
- 2018 : The Bar Mizvah